# ОШ „Бранко Радичевић” Равно Село
ОШ „Бранко Радичевић” Равно Село jе основних школа у Равном Селу, општине Врбас, Јужнобачком округу.
Име је добила по српском пјеснику Бранку Радичевићу. У школи има тринаест одељења.